# Близнецы (вулкан)
Близнецы́ — вулкан в Камчатском крае России, представляет собой два лавовых конуса.
Вулкан находится к востоку от Срединного хребта в 80 км севернее активного вулкана Шивелуч. Высота составляет 265 м. Последнее извержение произошло примерно в 1060 году до н. э..